# 趙傚
趙傚（1581年—1610年），字肖甫，號印清，山東萊州府膠州人，軍籍。

## 家族
辛巳二月二十五日生，行二，治《易經》，由廩生中式丙午山東鄉試十三名舉人，年二十九歲中式萬曆三十八年庚戌科會試二百七十八名，第三甲第一百二十九名進士。刑部觀政，卒。
曾祖趙從龍，進階奉政大夫武昌府同知；祖父趙完璧，封中憲大夫，任鞏昌通判；父趙慎修，乙丑進士、河南按察司副使；前母姜氏（贈恭人）；母李氏（封恭人）。慈侍下。
兄倬（監生）；趙任（癸未進士、大理寺評事）；儆（廩生）；儉；僖（光祿寺署丞）；侃；佐（光祿監事）；佑（鎮撫）；伸（鴻臚序班）；仁（遵化右營中軍），弟儒（武生）；傚（庠生）；徽；份；僎（增生）；俸（增生）；偁（庠生）；僴（庠生）；偊；佶。
子趙乾祥；趙泰祥。